# جو وایزبرگ
جوزف وایزبرگ نویسنده، تهیه‌کننده و رمان‌نویس تلویزیونی و همچنین افسر سابق سازمان اطلاعات مرکزی آمریکا سیا می‌باشد. شهرت عمده وایزبرگ به خاطر خلق و تهیه‌کننده‌گی مجموعه تلویزیونی آمریکایی‌ها (مجموعه تلویزیونی)  برای شبکه تلویزیونی اف‌ایکس (شبکه تلویزیونی) می‌باشد.

## زندگی حرفه‌ای
وایزبرگ که در سال ۱۹۸۷ از دانشگاه ییل فارغ‌التحصیل شده بود، تا سه سال پس از فارغ‌التحصیلی، به عنوان افسر سازمان سیا کار می‌کرد و پس از آن دوران کوتاه کاری در آژانس اطلاعاتی سیا، وایزبرگ تا سال ۲۰۱۰ در مدرسه سامیت (یک دبیرستان آموزش ویژه خصوصی در کویینز، شهر نیویورک) تدریس کرد. زمانی که او به دنبال حرفه‌ای دیگر در تلویزیون رفت، یکی از آخرین پروژه‌هایش در مدرسهٔ سامیت کمک به دانش‌آموزان برای انتشار روزنامهٔ مدرسه با نام خورشید سامیت بود.
وایزبرگ اپیزودهایی را برای: "سریال تهاجم بیگانگان" در شبکه تلویزیونی تی‌ان‌تی و همچنین سریال سقوط آسمان و درام خسارت را نوشت. او سپس سریال آمریکایی‌ها (مجموعه تلویزیونی) را ساخت که یک سریال با محوریت دو مأمور مخفی کاگ‌ب است که در دهه ۱۹۸۰ به عنوان شهروندان آمریکایی در واشینگتن دی‌سی زندگی می‌کردند. همچنین در سال ۲۰۲۲ وایزبرگ مجموعه کوتاه "بیمار" را ساخت.
جو وایزبرگ همچنین نویسنده دو رمان: کلاس دهم و جاسوس معمولی است. که رمان جاسوس معمولی نامزد دریافت جایزه برای بِلیور بوک اَوارد شد.

## زندگی شخصی
جوزف وایزبرگ در یک خانوادهٔ یهودی و در شیکاگو بزرگ شد، پدرش وکیل حقوق مدنی، برنارد وایزبرگ و مادر او کمیسر سابق امور فرهنگی، لوییس وایزبرگ بود. او برادر کوچکترِ سردبیر گروه اِسلِیت، یاکوب وایزبرگ است. جوزف در سال ۲۰۰۵ با جولیا روث‌وَکس؛ معاون مطبوعاتی نامزدهای انتخابات ریاست جمهوری بیل کلینتون و بیل برادلی ازدواج کرد. این زوج دارای یک دختر هستند.

## فیلم‌شناسی

### سقوط آسمان
- «کشتن خاموش» (۱٫۰۵)
- «شورش» (۱٫۰۹)
- «عشق و دیگر اعمال شجاعت» (۲٫۰۵)